# 𐞩
Cette page contient des caractères spéciaux ou non latins. S’ils s’affichent mal (▯, ?, etc.), consultez la page d’aide Unicode.
𐞩, appelée r sans obit en exposant, r sans obit supérieur ou lettre modificative r sans obit, est un graphème utilisé dans l’Alphabet phonétique international.

## Utilisation
Le r sans obit en exposant ‹ 𐞩 › est utilisé comme symbole de l’Alphabet phonétique international pour indiquer que la consonne qui le précède est prononcée de manière similaire à ou proche d’une consonne battue alvéolaire voisée [ɾ]. Il est aussi utilisé  pour une consonne battue alvéolaire voisée [ɾ] prononcée faiblement.

## Représentations informatiques
La lettre modificative r sans obit peut être représentée par les caractères Unicode suivants (Latin étendu-F) :
| formes       | représentations | chaînes de caractères | points de code | descriptions                              |
| ------------ | --------------- | --------------------- | -------------- | ----------------------------------------- |
| modificative | 𐞩               | 𐞩                     | U+107A9        | lettre modificative minuscule r sans obit |